# 3243 Skytel
3243 Skytel је астероид главног астероидног појаса чија средња удаљеност од Сунца износи 3,033 астрономских јединица (АЈ).
Апсолутна магнитуда астероида је 12,4.